# Jaroslav Sovič
Jaroslav Sovič (* 6. května 1971) je bývalý slovenský fotbalový záložník.

## Hráčská kariéra
Odchovanec Moldavy nad Bodvou zasáhl na jaře 1992 do 10 utkání československé nejvyšší soutěže v dresu Banské Bystrice (v rámci základní vojenské služby), v nichž vstřelil jednu branku (29. března 1992 v Bratislavě Slovanu).
Dále hrál za kluby VSŽ Košice, 1. FC Košice, 1. FK Svidník, FK Čaňa, FC Senec, FC Steel Trans Ličartovce, MFK Košice - Krásna a TJ Družstevník Rešice.
S mužstvem 1. FC Košice triumfoval ve finále 33. (posledního) ročníku Československého poháru, které se hrálo v neděli 6. června 1993 na hřišti Tatranu Poštorná před 6 000 diváky. Druholigoví košičtí fotbalisté v něm překvapivě porazili novopečeného mistra ligy Spartu Praha, senzací pak byl rozdíl 4 branek – 5:1.

## Ligová bilance
| Ročník                                   | Zápasy | Góly | Minuty | Klub                  |
| ---------------------------------------- | ------ | ---- | ------ | --------------------- |
| 1. československá fotbalová liga 1991/92 | 10     | 1    | –      | Dukla Banská Bystrica |
| CELKEM 1. ČS. LIGA                       | 10     | 1    | –      |                       |